# Bjørn Lomborg
Bjørn Lomborg (ur. 6 stycznia 1965 we Frederiksbergu) – duński politolog, adjunct professor Copenhagen Business School, założyciel i dyrektor Konsensusu Kopenhaskiego i były dyrektor Instytutu Badań Środowiska Naturalnego w Kopenhadze.

## Działalność naukowa
W 2001 roku opublikował książkę The Skeptical Environmentalist ("Sceptyczny Ekolog"), której główną tezą jest to, że wiele spośród najczęściej publikowanych twierdzeń i prognoz dotyczących ekologii jest błędna. Wielu specjalistów zajmujących się problematyką ochrony środowiska poddało jego tezy krytyce.
W 2002 roku Lomborg i Instytut Badań Środowiska Naturalnego założyli Konsensus Kopenhaski (Copenhagen Consensus Center), którego celem jest ustalenie priorytetów procesu poprawy globalnego dobrobytu przy użyciu ekonomii dobrobytu. W 2012 roku centrum zostało zamknięte po tym, jak duński rząd nie zdecydował się przedłużyć mu finansowania.
Do 2010 roku Lomborg prowadził kampanię przeciwko Protokołowi z Kioto i innym środkom służącym obniżeniu emisji dwutlenku węgla w krótkiej perspektywie czasowej. Twierdził, że lepiej przystosowywać się do nieuniknionych zwyżek temperatury oraz wydawać więcej na badania i rozwój długoterminowych rozwiązań ekologicznych (środowiskowych) i innych światowych problemów, takich jak AIDS, malaria i niedożywienie.
W wydanej w 2010 roku książce Smart Solutions to Climate Change, Comparing Costs and Benefits, Lomborg zrewidował swój stosunek do przeciwdziałania globalnemu ociepleniu. Wcześniej konsekwentnie twierdził, że globalne ocieplenie zajmuje niską pozycję w rankingu międzynarodowych inicjatyw rozwojowych (ranking ten jest wynikiem analizy kosztów i korzyści przeprowadzonej przez Konsensus Kopenhaski w 2004 roku). Jednak w 2008 roku globalne ocieplenie zmieniło pozycję na liście rankingowej w związku z rozważeniem szerszej listy możliwych rozwiązań tego problemu. W 2010 roku tygodnik New Statesman opublikował wywiad, w którym Lomborg podsumował swój stosunek do zmian klimatu: antropocentryczny wpływ na globalne ocieplenie jest istotnym problemem, ale nie oznacza końca świata.
Pomysły Lomborga zostały przedstawione w filmie dokumentalnym Cool It.

## Wyróżnienia i nagrody
W listopadzie 2001 roku World Economic Forum ogłosiło Lomborga globalnym liderem jutra ("Global Leader for Tomorrow"). W czerwcu 2002 roku BusinessWeek uznał Lomborga jedną z 50 gwiazd Europy ("50 Stars of Europe", kategoria "Agenda Setters"). Tygodnik Time umieścił go na liście 100 najbardziej wpływowych osób 2004 roku. W 2008 roku był 41. w rankingu Top 100 Public Intellectuals Poll przeprowadzonym przez Foreign Policy i Prospect Magazine. W tym samym rankingu z 2005 roku zajął 14. pozycję. The Guardian wymienił go na liście 50 osób, które mogą uratować Ziemię. W 2011 roku otrzymał nagrodę Transatlantyk Glocal Hero Award – "dla osobistości, której praca ma istotne znaczenie lokalne, a zarazem globalne".

## Krytyka
Poglądy Lomborga, zwłaszcza w odniesieniu do problematyki globalnego ocieplenia, były wielokrotnie krytykowane. Zarówno Skeptical Environmentalist jak i Cool It spotkały się z daleko idącą krytyką ze strony naukowców zajmujących się badaniem klimatu. Zwrócili oni uwagę m.in. na to, iż Lomborg błędnie interpretuje raporty IPCC, z rozkładu możliwych czułości klimatu wybierając tylko jedną do swojej argumentacji. Amerykański ekonomista zajmujący się ekonomią klimatu, Frank Ackerman, poświęcił cały rozdział swojej książki Can We Afford the Future? z 2010 roku krytyce Cool It. Zarzucił on Lomborgowi między innymi brak ekspertyzy w zakresie ekonomii, stronniczy wybór literatury i przedstawianie jej jako reprezentatywnej (zarówno w odniesieniu do źródeł dotyczących klimatologii, jak i ekonomii) oraz nadużywanie analizy kosztów i zysków. Inny ekonomista, Partha Dasgupta, pisząc o ekonomicznym modelu klimatu Williama Nordhausa, DICE, odniósł się do Lomborga:

[DICE] miał wpływ na pana Bjørna Lomborga, co, chociaż w zrozumiały sposób chciałoby się myśleć inaczej, samo w sobie nie znaczy, iż nie powinno się brać DICE serio.

## Życie prywatne
Lomborg jest gejem i wegetarianinem. Jest aktywnym działaczem w duńskich kampaniach społecznych o tematyce homoseksualnej.

## Publikacje
- "Nucleus and Shield: Evolution of Social Structure in the Iterated Prisoner's Dilemma", American Sociological Review, 1996.
- The Skeptical Environmentalist, Cambridge University Press, 2001.
- Global Crises, Global Solutions, Copenhagen Consensus, Cambridge University Press, 2004.
- Cool It: The Skeptical Environmentalist's Guide to Global Warming, 2007.
- Smart Solutions to Climate Change, Comparing Costs and Benefits, Cambridge University Press, 2010, ISBN 978-0-521-76342-4.